# 瓦尔特·莱因韦贝尔
瓦尔特·莱因韦贝尔（德語：Walter Leinweber，1907年4月18日—1997年3月2日），德国前男子冰球运动员。他曾代表德国国家队参加1932年冬季奥林匹克运动会冰球比赛，获得一枚铜牌。